# MLB All-Star Game 2014
MLB All-Star Game 2014 – 85. Mecz Gwiazd ligi MLB, który odbył się 15 lipca 2014 roku na stadionie Target Field w Minneapolis. Mecz zakończył się zwycięstwem American League All-Stars 5–3. Spotkanie obejrzało 41 048 widzów.

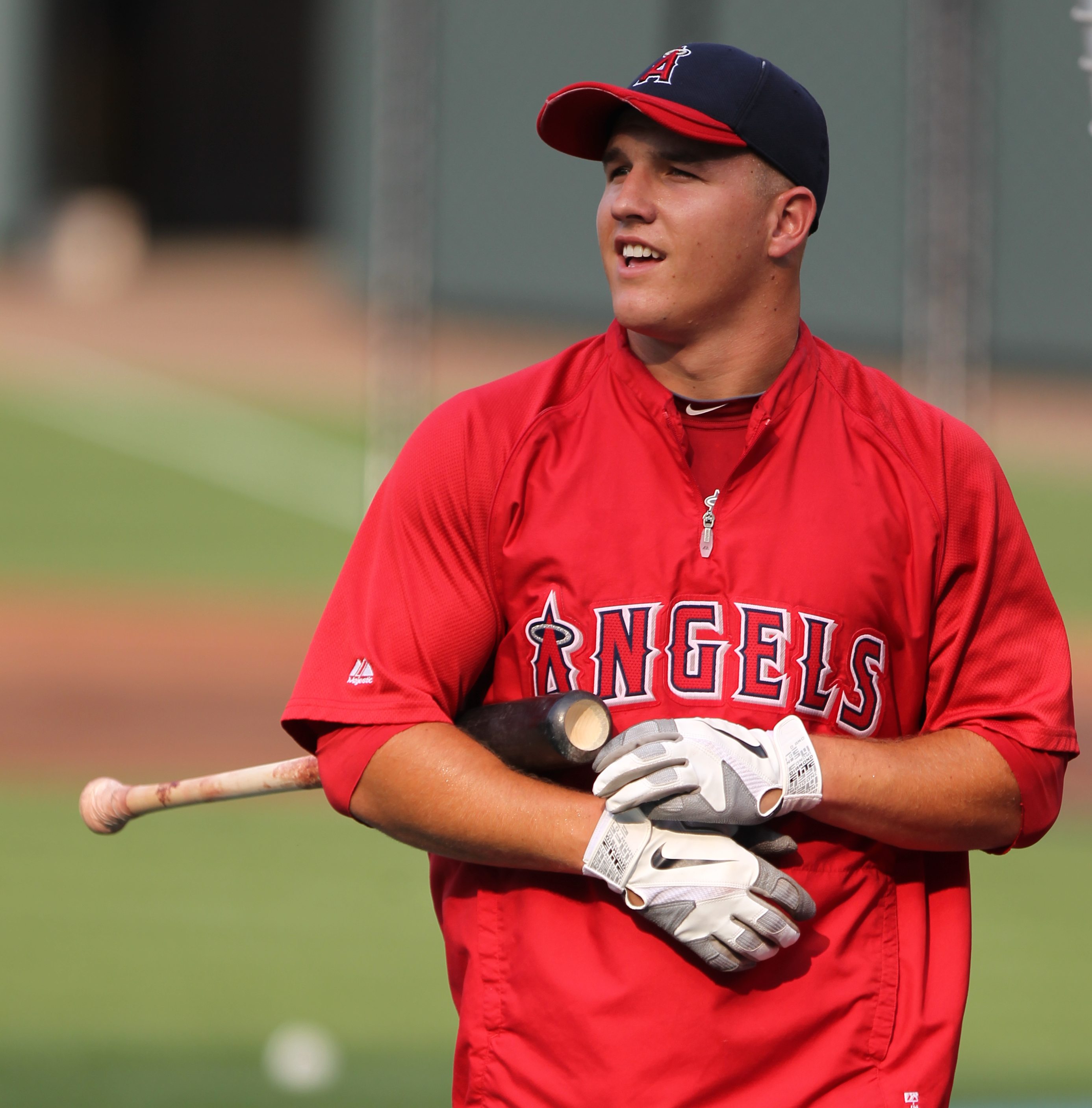
Mike Trout – MVP Meczu.

Najbardziej wartościowym zawodnikiem meczu wybrano Mike’a Trouta z Los Angeles Angels of Anaheim, który zaliczył RBI triple i RBI double.

## Wyjściowe składy
| National League | National League   | National League | National League | American League | American League | American League | American League |
| #               | Zawodnik          | Klub            | Pozycja         | #               | Zawodnik        | Klub            | Pozycja         |
| --------------- | ----------------- | --------------- | --------------- | --------------- | --------------- | --------------- | --------------- |
| 1               | Andrew McCutchen  | Pirates         | CF              | 1               | Derek Jeter     | Yankees         | SS              |
| 2               | Yasiel Puig       | Dodgers         | RF              | 2               | Mike Trout      | Angels          | LF              |
| 3               | Troy Tulowitzki   | Rockies         | SS              | 3               | Robinson Canó   | Mariners        | 2B              |
| 4               | Paul Goldschmidt  | Diamondbacks    | 1B              | 4               | Miguel Cabrera  | Tigers          | 1B              |
| 5               | Giancarlo Stanton | Marlins         | DH              | 5               | José Bautista   | Blue Jays       | RF              |
| 6               | Aramis Ramírez    | Brewers         | 3B              | 6               | Nelson Cruz     | Orioles         | DH              |
| 7               | Chase Utley       | Phillies        | 2B              | 7               | Adam Jones      | Orioles         | CF              |
| 8               | Jonathan Lucroy   | Brewers         | C               | 8               | Josh Donaldson  | Athletics       | 3B              |
| 9               | Carlos Gómez      | Brewers         | LF              | 9               | Salvador Pérez  | Royals          | C               |
|                 | Adam Wainwright   | Cardinals       | P               |                 | Félix Hernández | Mariners        | P               |

| National League                                                                           | 0 | 2 | 0 | 1 | 0 | 0 | 0 | 0 | 0 | 3 | 8 | 1 |
| American League                                                                           | 3 | 0 | 0 | 0 | 2 | 0 | 0 | 0 | X | 5 | 7 | 0 |
| WP: Max Scherzer (1) LP: Pat Neshek SV Glen Perkins (1) Home runy: AL: Miguel Cabrera (1) |   |   |   |   |   |   |   |   |   |   |   |   |

## Składy
| Miotacze - 68 Dellin Betances (1) - 56 Mark Buehrle (5) - 11 Yu Darvish (3) - 62 Sean Doolittle (1) - 34 Félix Hernández (5) - 56 Greg Holland (2) - 26 Scott Kazmir (3) - 31 Jon Lester (3) - 34 Glen Perkins (5) - 14 David Price (4) - 56 Fernando Rodney (2) - 49 Chris Sale (3) - 37 Max Scherzer (2) - 19 Masahiro Tanaka (1) - 19 Kōji Uehara (1) Łapacze - 36 Derek Norris (1) - 13 Salvador Pérez (2) - 8 Kurt Suzuki (1) - 32 Matt Wieters (3) Designated hitters - 23 Nelson Cruz (3) - 10 Edwin Encarnación (2) - 41 Víctor Martínez (5) |  | Wewnątrzpolowi - 79 José Abreu (1) - 27 José Altuve (2) - 2 Erick Aybar (1) - 29 Adrián Beltré (4) - 24 Miguel Cabrera (9) - 22 Robinson Canó (6) - 20 Josh Donaldson (1) - 2 Derek Jeter (14) - 3 Ian Kinsler (4) - 37 Brandon Moss (1) - 10 Alexei Ramírez (1) - 15 Kyle Seager (1) Zapolowi - 19 José Bautista (5) - 23 Michael Brantley (1) - 52 Yoenis Céspedes (1) - 4 Alex Gordon (2) - 10 Adam Jones (4) - 27 Mike Trout (3) |  | Menadżer - 53 John Farrell Trenerzy - 17 Terry Francona - 35 Ron Gardenhire |

| Miotacze - 37 Henderson Álvarez (1) - 40 Madison Bumgarner (2) - 54 Aroldis Chapman (3) - 36 Tyler Clippard (2) - 47 Johnny Cueto (1) - 21 Zack Greinke (2) - 17 Tim Hudson (4) - 22 Clayton Kershaw (4) - 46 Craig Kimbrel (3) - 41 Pat Neshek (1) - 57 Francisco Rodríguez (5) - 38 Tyson Ross (1) - 29 Jeff Samardzija (1) - 16 Huston Street (2) - 31 Alfredo Simón (1) - 49 Julio Teherán (1) - 50 Adam Wainwright (3) - 44 Tony Watson (1) - 27 Jordan Zimmermann (2) Łapacze - 20 Jonathan Lucroy (1) - 39 Devin Mesoraco (1) - 26 Miguel Montero (2) - 4 Yadier Molina (6) |  | Wewnątrzpolowi - 13 Matt Carpenter (2) - 13 Starlin Castro (3) - 44 Paul Goldschmidt (2) - 9 Dee Gordon (1) - 21 Todd Frazier (1) - 5 Freddie Freeman (2) - 28 Daniel Murphy (1) - 16 Aramis Ramírez (3) - 44 Anthony Rizzo (1) - 2 Troy Tulowitzki (4) - 26 Chase Utley (6) Zapolowi - 19 Charlie Blackmon (1) - 27 Carlos Gómez (2) - 5 Josh Harrison (1) - 22 Andrew McCutchen (4) - 8 Hunter Pence (3) - 66 Yasiel Puig (1) - 27 Giancarlo Stanton (2) |  | Menadżer - 22 Mike Matheny Trenerzy - 33 Fredi González - 13 Clint Hurdle |

- W nawiasie podano liczbę powołań do All-Star Game.

## Ostateczne głosowanie
W ostatecznym głosowaniu, które miało miejsce w dniach 6–10 lipca 2014, 1. miejsca zajęli Chris Sale z Chicago White Sox i Anthony Rizzo z Chicago Cubs.
| Zawodnik         | Klub            | Pozycja         | Zawodnik        | Klub            | Pozycja         |
| American League  | American League | American League | National League | National League | National League |
| ---------------- | --------------- | --------------- | --------------- | --------------- | --------------- |
| Dallas Keuchel   | Astros          | P               | Casey McGehee   | Marlins         | 3B              |
| Corey Kluber     | Indians         | P               | Justin Morneau  | Rockies         | 1B              |
| Rick Porcello    | Tigers          | P               | Anthony Rendon  | Nationals       | 2B              |
| Garrett Richards | Angels          | P               | Anthony Rizzo   | Cubs            | 1B              |
| Chris Sale       | White Sox       | P               | Justin Upton    | Braves          | OF              |

## Home Run Derby

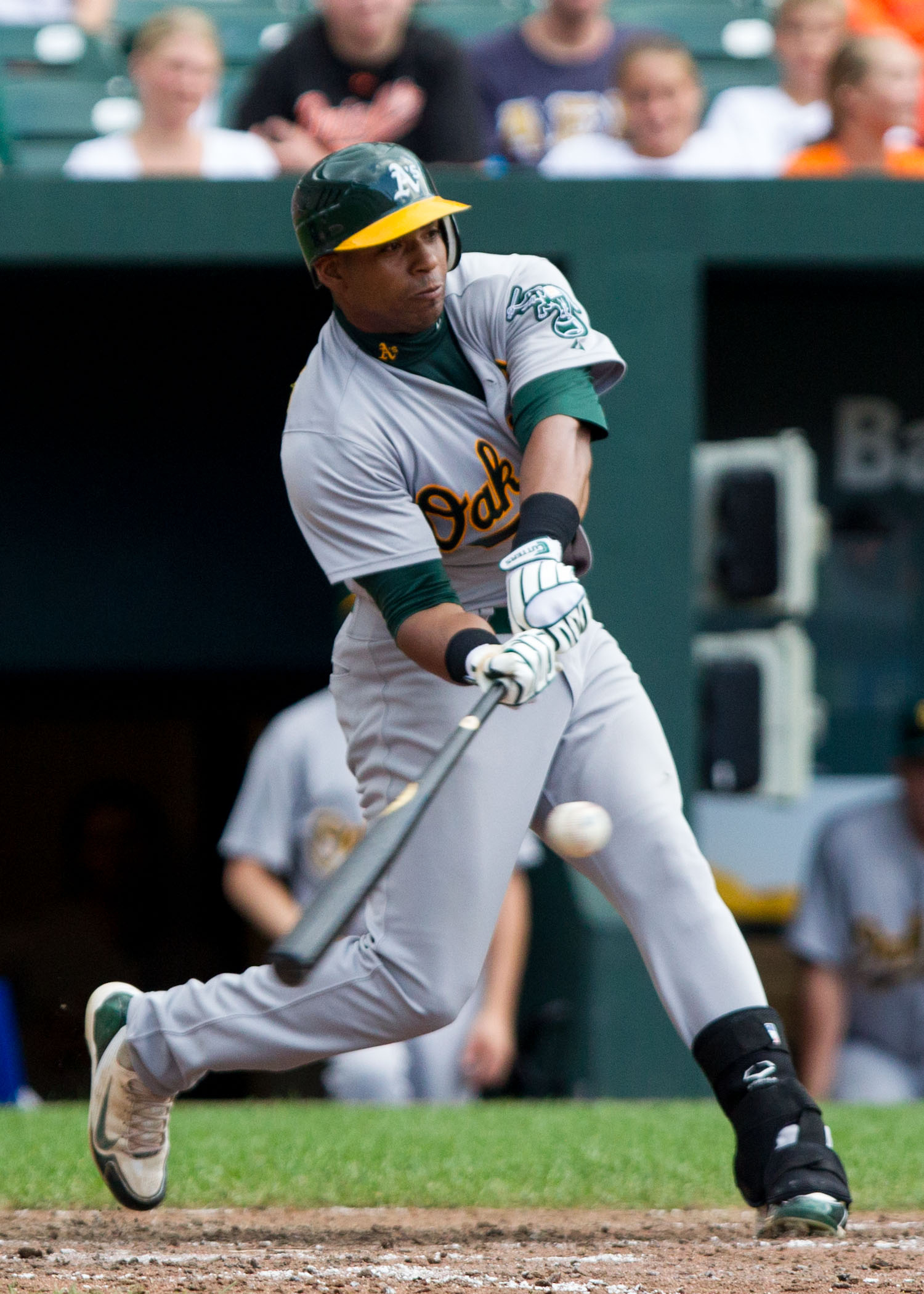
Yoenis Céspedes zwyciężył w Home Run Derby drugi raz z rzędu.

Home Run Derby odbyło się 14 lipca 2014. Kapitanami obydwu zespołów byli Troy Tulowitzki (NL) i José Bautista (AL). Zwycięzcą został Yoenis Céspedes, który w rundzie finałowej pokonał Todda Fraziera.
| Target Field, Minneapolis – AL 54, NL 24 | Target Field, Minneapolis – AL 54, NL 24 | Target Field, Minneapolis – AL 54, NL 24 | Target Field, Minneapolis – AL 54, NL 24 | Target Field, Minneapolis – AL 54, NL 24 | Target Field, Minneapolis – AL 54, NL 24 | Target Field, Minneapolis – AL 54, NL 24 |
| American League                          | American League                          | American League                          | American League                          | American League                          | American League                          | American League                          |
| Zawodnik                                 | Klub                                     | Runda 1                                  | Runda 2                                  | Runda 3                                  | Finał                                    | Suma                                     |
| ---------------------------------------- | ---------------------------------------- | ---------------------------------------- | ---------------------------------------- | ---------------------------------------- | ---------------------------------------- | ---------------------------------------- |
| Yoenis Céspedes                          | Athletics                                | 3                                        | 9                                        | 7                                        | 9                                        | 28                                       |
| José Bautista                            | Blue Jays                                | 10                                       | *                                        | 4                                        | –                                        | 14                                       |
| Adam Jones                               | Orioles                                  | 4                                        | 3                                        | –                                        | –                                        | 7                                        |
| Josh Donaldson                           | Athletics                                | 3                                        | –                                        | –                                        | –                                        | 3                                        |
| Brian Dozier                             | Twins                                    | 2                                        | –                                        | –                                        | –                                        | 2                                        |
| National League                          |                                          |                                          |                                          |                                          |                                          |                                          |
| Zawodnik                                 | Klub                                     | Runda 1                                  | Runda 2                                  | Runda 3                                  | Finał                                    | Suma                                     |
| Todd Frazier                             | Reds                                     | 2                                        | 6                                        | 1                                        | 1                                        | 10                                       |
| Giancarlo Stanton                        | Marlins                                  | 6                                        | *                                        | 0                                        | –                                        | 6                                        |
| Troy Tulowitzki                          | Rockies                                  | 4                                        | 2                                        | –                                        | –                                        | 6                                        |
| Justin Morneau                           | Rockies                                  | 2                                        | –                                        | –                                        | –                                        | 2                                        |
| Yasiel Puig                              | Dodgers                                  | 0                                        | –                                        | –                                        | –                                        | 0                                        |

* Zwycięzca pierwszej rundy przeszedł do rundy trzeciej.